# 41号密西西比州州道

41号密西西比州州道（英語：Mississippi Highway 41，MS41）是美国密西西比州的一条南北走向的州级公路，在庞托托克北接9号密西西比州州道，南至雷恩接45号美国国道。它长约31英里（50），经过門羅縣、奇克索縣和龐托托克縣。